# 希爾斯代爾 (密蘇里州)
希爾斯代爾（英語：Hillsdale）是位於美國密蘇里州聖路易斯縣的村。

## 人口
根據2020年美國人口普查的數據，希爾斯代爾的面積為0.89平方千米，皆為陸地。當地共有人口1216人，而人口密度為每平方千米1,366人。